# Звезда спектрального класса K

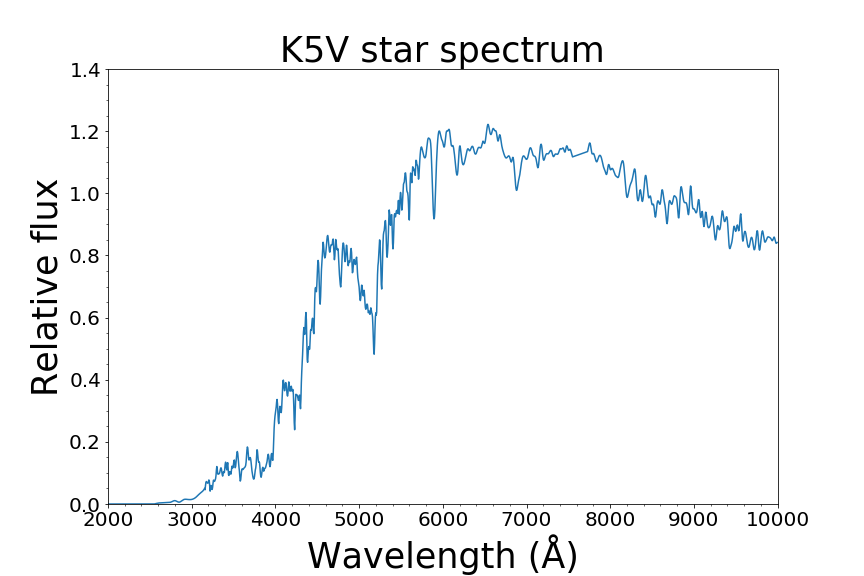
Спектр звезды класса K5V

Звёзды спектрального класса K имеют температуры поверхности от 3800 до 5000 K и оранжевый цвет. В спектрах таких звёзд видны линии металлов, а линии водорода незаметны на фоне остальных линий. В поздних подклассах появляются линии оксида титана. С физической точки зрения класс K довольно разнороден.

## Характеристики
К спектральному классу K относятся звёзды с температурами 3800—5000 K. Цвет звёзд этого класса — оранжевый, показатели цвета B−V составляют около 1,0m.
В спектрах таких звёзд хорошо видны линии металлов, в частности, Ca I, и других элементов, которые видны у звёзд класса G. Линии водорода очень слабы и практически незаметны на фоне многочисленных линий металлов. В поздних подклассах появляются широкие полосы поглощения молекул, в первую очередь TiO. Фиолетовая часть спектра уже довольно слаба.

### Подклассы
При переходе к более поздним подклассам линии металлов продолжают усиливаться, а линии водорода — ослабевать. Линии молекулы CH достигают максимума в подклассе K2. Как и в спектральном классе G, для определения подкласса могут использоваться линии Ca I, Fe I или Mg I сами по себе, либо отношение их интенсивностей к интенсивности линий водорода: например, Fe l λ4046 к бальмеровской линии Hδ. Для определения температуры и подкласса химически пекулярных звёзд могут сравнивать интенсивности линий Cr I с линиями Fe I, поскольку содержание хрома обычно связано с содержанием железа даже для звёзд с аномальным химическим составом.

### Классы светимости
Абсолютные звёздные величины звёзд главной последовательности класса K5 составляют 8,0m, у гигантов того же класса ― 0,1…−1,1m, у сверхгигантов ― ярче −2,5m (см. ниже).
Звёзды класса K различных классов светимости различают спектроскопически практически теми же способами, что и звёзды класса G. С повышением светимости у звёзд класса K усиливаются линии Sr II и линии циана. Наиболее эффективное разделение классов светимости дают линии Y II не только из-за того, что они значительно усиливаются с ростом светимости, но и из-за того, что на соотношение интенсивностей Y II к Fe I практически не влияют аномалии химического состава звёзд. Также в спектрах ярких звёзд для линий H и K иона Ca II имеет место эффект Вилсона ― Баппа, при котором в центре линии поглощения наблюдается слабая эмиссия.

### Дополнительные обозначения и особенности
Гиганты класса K иногда оказываются химически пекулярными: в результате конвекции на поверхности может оказываться то вещество, которое звезда в прошлом выработала в недрах. Это может быть углерод или элементы, возникающие при s-процессе. Встречаются звёзды с аномально сильными, либо, наоборот, слабыми линиями циана; в последнем случае особо слабыми могут быть линии молекулы CH, что объясняется тем, что из углерода в первую очередь образуются молекулы CN, а не CH. Существует подкласс бариевых звёзд: в них особо сильны линии Ba II и часто усилены линии Sr II и CN, а также, в меньшей степени, Y II и CH. Такой набор элементов может указывать на то, что они попадают на поверхность в результате вычерпывания во время стадии асимптотической ветви гигантов. В то же время, встречаются и бариевые звёзды главной последовательности, для которых такой сценарий невозможен, но для них аномалии химического состава могут объясняться обменом веществом в двойной системе. Наконец, звёзды класса K могут принадлежать к экстремальному населению II (см. ниже) и содержать очень малое количество тяжёлых элементов, из-за чего в спектре наблюдается очень малое число линий.
В любом случае для описания химической пекулярности используются индексы, дающие информацию о том, в содержании каких элементов наблюдаются аномалии, и числа, характеризующие величину аномалии. Например, индекс Ba 2+ и означает сильные линии бария, а индексы CH−2 и CH−3 ― слабые линии CH, причём во втором случае ― более слабые, чем в первом.

### Физические характеристики

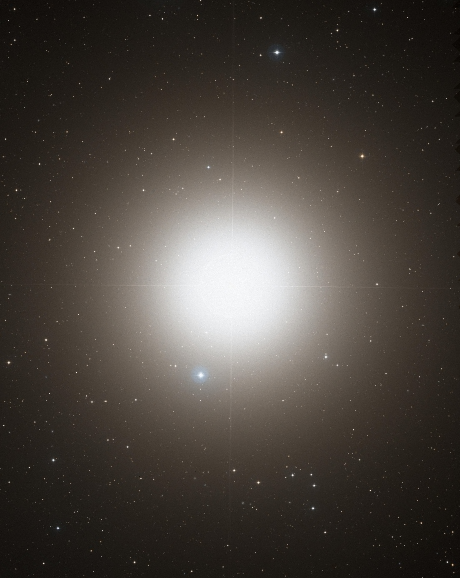
Арктур ― звезда класса K

Спектральный класс K является достаточно разнородным с точки зрения физических параметров звёзд. Например, оранжевые карлики — звёзды главной последовательности класса K, имеют массы 0,5—0,8 M⊙, светимости в диапазоне приблизительно от 0,1 до 0,4 L⊙ и живут около 20 миллиардов лет или дольше. Такие звёзды могут относиться как к населению I, так и к более старому и бедному металлами населению II, и, возможно, к гипотетическому населению III, который должен состоять из самых первых звёзд Вселенной. Оранжевые карлики — одни из основных целей поиска внеземных цивилизаций в программах SETI.
Красные гиганты и сверхгиганты, относящиеся к классу K, также довольно разнородны. В класс гигантов класса K могут входить как звёзды, ещё не вышедшие на главную последовательность — например, звёзды типа T Тельца, так и звёзды различных масс на поздних стадиях эволюции. Сверхгиганты класса K могут проявлять переменность как звёзды типа RV Тельца.
Звёзды класса K составляют 15,1 % от общего числа звёзд Млечного Пути. Их доля среди наблюдаемых звёзд больше: например, в каталоге Генри Дрейпера, включающем в себя звёзды с видимой звёздной величиной до 8,5m, около 31 % звёзд относятся к классу K, что делает класс K самым многочисленным в этом каталоге.
| Спектральный класс | Абсолютная звёздная величина, m | Абсолютная звёздная величина, m | Абсолютная звёздная величина, m | Температура, K | Температура, K | Температура, K |
| Спектральный класс | V                               | III                             | I                               | V              | III            | I              |
| ------------------ | ------------------------------- | ------------------------------- | ------------------------------- | -------------- | -------------- | -------------- |
| K0                 | 5,9                             | 0,7…−0,5                        | −2,0…−8,0                       | 5280           | 4810           | 4500           |
| K1                 | 6,1                             | 0,6…−0,6                        | −2,1…−8,0                       | 5110           | 4585           | 4200           |
| K2                 | 6,3                             | 0,6…−0,7                        | −2,1…−8,0                       | 4940           | 4390           | 4100           |
| K3                 | 6,9                             | 0,4…−0,8                        | −2,2…−8,0                       | 4700           | 4225           |                |
| K4                 | 7,4                             | 0,3…−1,0                        | −2,3…−8,0                       |                |                |                |
| K5                 | 8,0                             | 0,1…−1,1                        | −2,5…−8,0                       | 4400           | 3955           |                |
| K7                 | 8,5                             | 0,0…−1,2                        | −2,5…−7,7                       | 4130           |                | 3840           |

## Примеры
Примером звезды главной последовательности класса K является Эпсилон Эридана (K2V), к гигантам относятся Арктур (K1.5III) и Этамин (K5III), а к сверхгигантам ― Дзета Цефея (K1.5Ib).
Ближайшая к Земле звезда класса K — Альфа Центавра B, удалённая на 1,34 парсека (4,37 световых года). Ярчайшей звездой класса K для земных наблюдателей является Арктур: его видимая звёздная величина равна −0,04m.
| Спектральный класс | Класс светимости | Класс светимости | Класс светимости |
| Спектральный класс | V                | III              | I                |
| ------------------ | ---------------- | ---------------- | ---------------- |
| K0                 | Сигма Дракона    | Поллукс          |                  |
| K1                 | HR 637           | 90 Геркулеса     |                  |
| K2                 | Эпсилон Эридана  | Хамаль           |                  |
| K3                 | HR 753           | Ро Волопаса      |                  |
| K4                 | Глизе 570 A      | Каппа Компаса    | Кси Лебедя       |
| K5                 | 61 Лебедя A      | Этамин           |                  |
| K6                 | Глизе 529        |                  |                  |
| K7                 | 61 Лебедя B      | Альфа Рыси       |                  |

### Комментарии
1. ↑  Римская цифра после обозначения элемента означает его степень ионизации. I — нейтральный атом, II — однократно ионизованный элемент, III — дважды ионизованный, и так далее.
2. ↑  Более ранние и более поздние подклассы включают в себя звёзды, соответственно, более высокой и более низкой температуры. Чем больше число, обозначающее подкласс, тем он позднее.
3. ↑  В подобной записи после λ идёт длина волны исследуемой линии в ангстремах.
4. ↑  Спектральный класс K4.5.